# 10669 Herfordia
10669 Herfordia este un asteroid din centura principală de asteroizi.

## Descriere
10669 Herfordia este un asteroid din centura principală de asteroizi. A fost descoperit pe 16 martie 1977 la Observatorul La Silla de Hans-Emil Schuster. Asteroidul prezintă o orbită caracterizată de o semiaxă mare de 2,68 ua, o excentricitate de 0,14 și o înclinație de 12,3° în raport cu ecliptica.